# Brdo (hrad)
Brdo (též Hrádek u Manětína) je zaniklý hrad na ostrožně obtékané Hrádeckým potokem mezi osadami Brdo a Hrádek 2,5 km severovýchodně od Manětína v okrese Plzeň-sever. Od roku 1964 je chráněn jako kulturní památka. Dochovaly se z něj nevýrazné stopy příkopů.

## Historie
Písemné prameny vztažené ke hradu neznáme a hrad je pojmenován po sousední osadě. Vyskytly se dokonce pochyby, zda se jedná o zbytky středověkého hradu. Archeologický průzkum z roku 1963 na lokalitě prokázal existenci eneolitického hradiště chamské kultury a také středověké osídlení. Nalezená keramika datuje období života hradu na přelom 13. a 14. století.

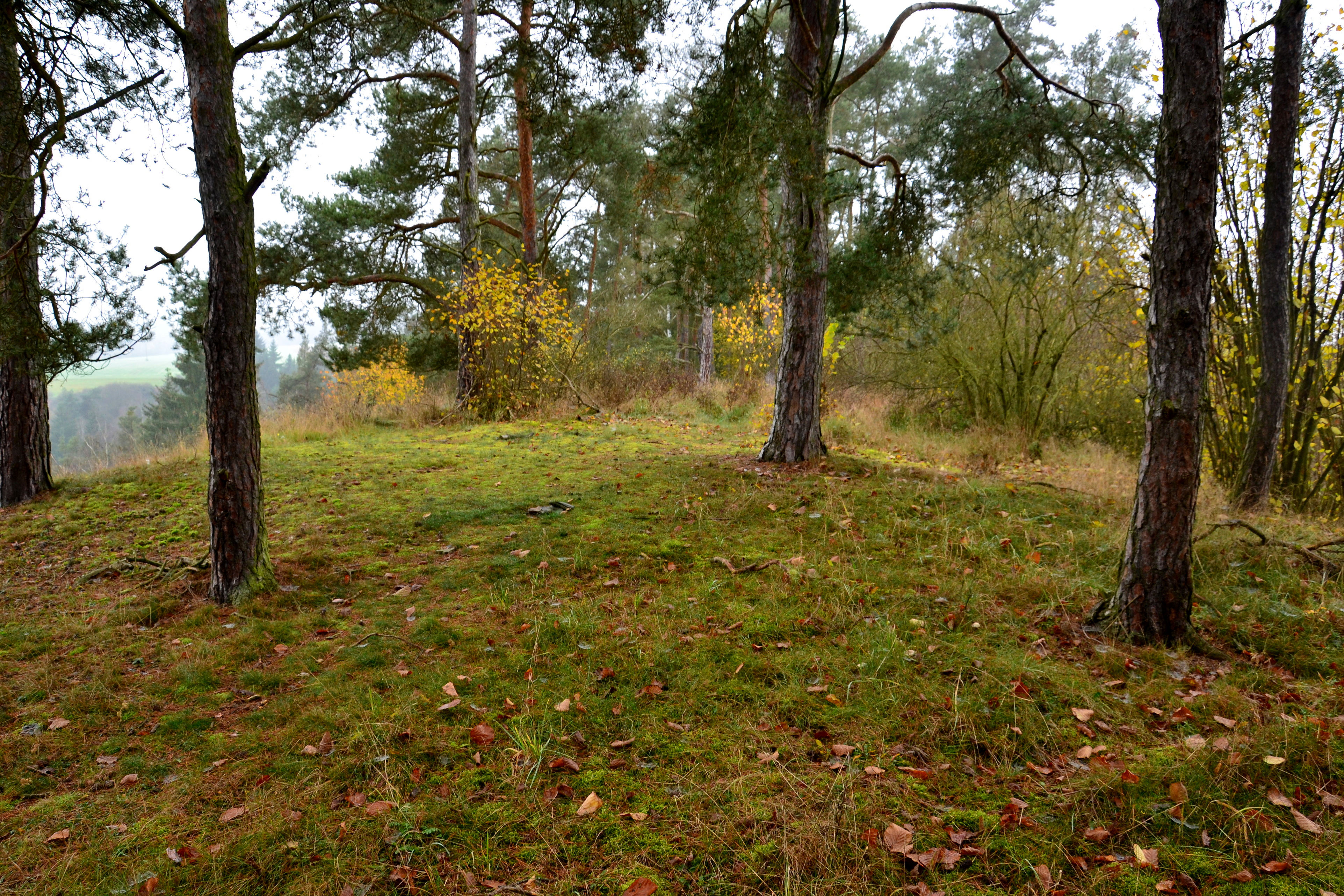
Plošina hradního jádra

Za vlastníky hradu mohou být považováni bratři Petr a Jindřich z rodu Milhosticů zmiňování ve sporu s plaským klášterem jako vlastníci blízkých vesnic Doubravice a Vysočany. Snad stejný Jindřich je prvním známým držitelem hradu v Rabštejně a Petr ve stejné době snad sídlil na Brdu. S hradem by také mohla souviset zaniklá osada asi půl kilometru východně, která je archeologicky doložená do stejné doby. Těžila a zpracovávala se v ní železná ruda. Dalším člověkem, který může být s hradem spojován, je Jetřich z Brda, který v roce 1321 s plaským klášterem vyměnil vesnici Radčice za nedaleké Stvolny a Močidlec.

## Stavební podoba
V konstrukcích hradu převládalo dřevo, ale byly nalezeny i kamenné prvky. Byl postaven na protáhlé ostrožně chráněné valy a dvěma příkopy (šířka 6 a 8 m), které byly částečně zahlazeny, když se místo využívalo jako pole. Hlavní část hradu tvořily dvě plošiny s rozměry 60 × 20 a 24 × 15 m oddělené dalším příkopem. Za menší plošinou následoval ještě jeden příkop. Větší plošina byla z jižní strany chráněná parkánem a zachovaly se na ní stopy rozměrné obdélné budovy.

## Přístup
Cesta k hradu vede z osady Brdo po modře značené turistické trase směrem k Rabštejnu nad Střelou. Asi 500 m za vesnicí je rozcestí, kde doleva odbočuje polní cesta k Hrádku. Po ní je nutno sejít asi 50 m, znovu odbočit doleva a přejít louku, za kterou začíná ostrožna se zbytky hrádku.